# Universal War One
Universal War One (UW1) is een sciencefictionstripreeks getekend, geschreven en ingekleurd door Denis Bajram. De reeks wordt uitgegeven in Frankrijk door uitgeverij Soleil en is in het Nederlandse taalgebied vertaald uitgegeven door uitgeverij Talent. Een vervolgreeks kwam er onder de naam Universal War Two.

## Verhaal
De reeks speelt zich af in de nabije toekomst, waar de mensheid reeds enkele planeten van het zonnestelsel koloniseerde. Op een dag schermt echter een reusachtige zwarte 'muur' de aarde af van de rest van het heelal. Een groepje veroordeelde misdadigers, die een nieuwe kans kregen als lid van het purgatory eskadron worden uitgestuurd op verkenning om dit alles te onderzoeken. Hierdoor ontspint zich een avontuur, waarin het begrip tijd de centrale factor is.

## Hoofdpersonages
- June: het hoofd van het purgatory eskadron
- Balti: een jonge kerel met roekeloze neigingen
- Mario: vriend van Balti, angstig karakter
- Milorad: een wat hooghartige kerel
- Ed Kalish: het genie van de bende
- Kate: de dochter van de admiraal van de Aardse vloot

## Albums
1. Genesis
2. De vruchten van de kennis
3. Kaïn en Abel
4. De zondvloed
5. Babel
6. De patriarch

Na het faillissement van Uitgeverij Talent stopte de Nederlandse uitgave van de reeks. Een tijdlang waren de nieuwe delen van de reeks alleen in de originele Franse uitgave beschikbaar en in andere talen. Sinds maart 2011 wordt de complete serie door uitgeverij Daedalus uitgebracht in het Nederlandse taalgebied en verschenen de ontbrekende delen 5 en 6. De oudere delen werden opnieuw uitgebracht in een zeer beperkte oplage.